# Die Werwölfe von Düsterwald (Film)
Die Werwölfe von Düsterwald (Originaltitel Loups-Garous, internationaler englischer Titel Family Pack) ist ein französischer Spielfilm des Regisseurs François Uzan aus dem Jahr 2024 mit Jean Reno, Franck Dubosc und Suzanne Clément. Die Fantasy-Abenteuerkomödie ist eine Adaption des gleichnamigen Gesellschaftsspiels von Philippe des Pallières und Hervé Marly. Auf Netflix wurde der Film am 23. Oktober 2024 veröffentlicht.

## Handlung
Als eine Familie den Großvater besucht, schlägt der Familienvater dreier Kinder das Gesellschaftsspiel Die Werwölfe von Düsterwald vor.
Die Familie wird in das Kartenspiel hineingezogen und findet sich plötzlich in einem mittelalterlichen Dorf im Jahr 1497 wieder. Dort gibt es schlagkräftige Ritter ebenso wie blutdürstige Werwölfe. Verdächtige landen auf dem Richtblock. Die Eltern hegen sogar den Verdacht, dass es sich bei den eigenen Kindern um Werwölfe handeln könnte.

## Besetzung und Synchronisation
Die deutschsprachige Synchronisation übernahm die FFS Film- & Fernseh-Synchron. Das Dialogbuch schrieb Paul Sedlmeir, der gemeinsam mit Maresa Sedlmeir auch Dialogregie führte.
| Rolle              | Darsteller            | Synchronsprecher   |
| ------------------ | --------------------- | ------------------ |
| Gilbert, Großvater | Jean Reno             | Achim Buch         |
| Jérôme, Vater      | Franck Dubosc         | Frank Schaff       |
| Marie, Mutter      | Suzanne Clément       | Natascha Geisler   |
| Childéric          | Jonathan Lambert      | Uwe Kosubek        |
| Hauptmann          | Grégory Fitoussi      | Stefan Günther     |
| Clara              | Lisa Do Couto Texeira | Maresa Sedlmeir    |
| Piero              | Bruno Gouery          | Markus Pfeiffer    |
| Théo               | Raphaël Romand        | Niklas Gebendorfer |
| Louise             | Alizée Caugnies       |                    |
| Werwolf            | Victoire Dauxerre     | Carolin Hartmann   |

## Produktion und Hintergrund

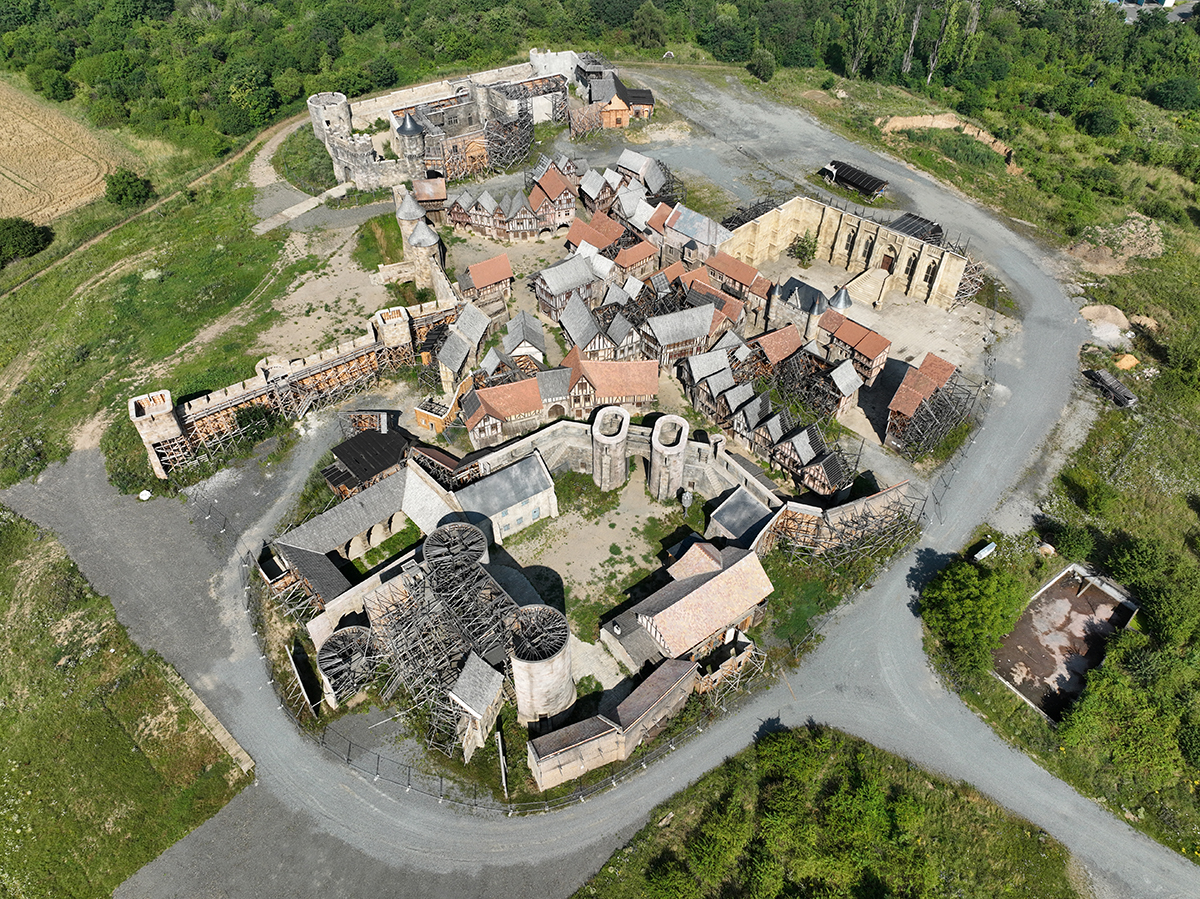
Einer der Drehorte: die Filmstudios Barrandov

Produziert wurde der Film von der französischen Radar Films, als Produzenten fungierten Clément Miserez und Matthieu Warter.
Dreharbeiten fanden 2023 in Tschechien statt. Gedreht wurde unter anderem in Prag in den Filmstudios Barrandov in einem mittelalterlichen Filmset, das ursprünglich für die Fernsehserie Knightfall gebaut wurde. Weitere Drehorte waren Drevníky, Zduchovice und Výsluní. Die Kamera führte Denis Rouden.
Die Filmmusik komponierte Guillaume Roussel. Das Soundtrack-Album wurde zum Start des Films bei Netflix von Milan Records als Download veröffentlicht.

## Rezeption

### Kritiken
Oliver Armknecht vergab auf film-rezensionen.de sechs von zehn Punkten. Die Fantasy-Zeitreisekomödie sei unterhaltsam und habe einige nette Einfälle, versuche aber zu viele Richtungen auf einmal und verfolge nichts davon wirklich konsequent.
derwatchdog.de bewertete den Film mit zwei von fünf Sternen und bezeichnete diesen als entbehrliches Projekt, das weder eine klare Zielgruppe noch innovative Ansätze biete.
Dani Maurer (vier von sechs Sternen) meinte dagegen auf outnow.ch, dass die als flott geschnittene und lustig gespielte Fantasy-Familien-Action eine breite Zielgruppe anspreche und einen hohen Unterhaltungswert habe. Die Umsetzung, die Dynamik zwischen den Darstellern und die passende Umgebung sorgten dafür, dass die Spielzeit von 95 Minuten zügig vorübergehe.

### Abrufe
Am 25. Oktober 2024 gelangte der Film laut flixpatrol.com in 60 Ländern auf Platz eins der Netflix-Charts. Laut digital i erreichte der Film im Oktober 2024 in Deutschland 1,54 Millionen zusehende Haushalte und lag damit auf Platz eins der Film-Streaming-Charts. Mit 31,6 Millionen Views im Jahr 2024 lag der Film auf Platz neun in der Netflix-Jahresauswertung der internationalen Filme.